# Гаценко Грицько Минович
Гаценко Грицько (Григорій) Минович (20 грудня 1893 або 9 січня 1899, Новопавлівка, Новопавлівська волость, Павлоградський повіт, Катеринославська губернія (нині — Межівський район, Дніпропетровська область) — 15 листопада 1980, Ананьїв, Одеська область) — депутат Українських Установчих Зборів (1918).
Навчався у педагогічній школі та на богословських курсах.
У 1918 році обраний членом Українських Установчих Зборів від Катеринославської виборчої округи за списком блоку Селянської Спілки та УПСР.
У 1919—1920 рр. проживав у с. Нова Прага, служив священиком церкви.
Заарештований у 1929 р. 17 травня 1929 року засуджений Особливою нарадою при колегії ОДПУ до 3 років увʼязнення в концтаборі (за іншими даними — до трьох років заслання у Північний край). Покарання відбував у м. Красноборськ.
Вдруге заарештований 27 квітня 1932 року. Засуджений до трьох років концтабору. 19 грудня 1934 року звільнений.
4 вересня 1989 року реабілітований. Ще раз реабілітований у 1994 р. Кіровоградською обласною прокуратурою.